# Geghanist (Shirak)
Pour l’article homonyme, voir Geghanist (Ararat).
Geghanist (en arménien Գեղանիստ) est une communauté rurale du marz de Shirak en Arménie. En 2008, elle compte 1 258 habitants.